# 弁慶岬灯台
弁慶岬灯台（べんけいみさきとうだい）は、北海道寿都郡寿都町の弁慶岬に建つ灯台。付近には弁慶像が建つ。
1888年（明治21年）より北海道庁により建てられた6基の灯台のうちの一基。

## 歴史
- 1890年（明治23年）12月1日 - 初点灯[3]、木造四角形[2]。
- 1952年（昭和27年） - コンクリート造に改築[2]。

## アクセス
黒松内新道 黒松内インターチェンジから車で約30分。駐車場あり。